# Torneo de Belgrado 2021
El Serbia Open 2021 fue un evento de tenis profesional de la categoría ATP 250 en su rama masculina y WTA 250 en la femenina, que se jugará en tierra batida. Se trató de la 1.a edición del torneo que formó parte del ATP y WTA Tour 2021. Se disputó en Belgrado, Serbia del 19 al 25 de abril del 2021 en hombres y del 17 al 23 de mayo de 2021 en mujeres en el Novak Tennis Center.

## Distribución de puntos
| Modalidad            | Campeón | Finalista | Semifinales | Cuartos de final | 2ª ronda | 1ª ronda | Clasificados | 2ª ronda de clasificación | 1ª ronda de clasificación |
| Individual masculino | 250     | 165       | 100         | 50               | 25       | 0        | 13           | 7                         | 0                         |
| Dobles masculino     | 250     | 150       | 90          | 45               | 20       | 0        | -            | -                         | -                         |

| Modalidad           | Campeona | Finalista | Semifinales | Cuartos de final | 2ª ronda | 1ª ronda | Clasificadas | 2ª ronda de clasificación | 1ª ronda de clasificación |
| Individual femenino | 280      | 180       | 110         | 60               | 30       | 1        | 18           | 12                        | 1                         |
| Dobles femenino     | 280      | 180       | 110         | 60               | 1        | -        | -            | -                         | -                         |

## Cabezas de serie

### Individuales masculino
| Tenista           | Ranking | Preclasificado |
| Novak Djokovic    | 1       | 1              |
| Matteo Berrettini | 10      | 2              |
| Aslán Karatsev    | 29      | 3              |
| Dušan Lajović     | 31      | 4              |
| Filip Krajinović  | 37      | 5              |
| Márton Fucsovics  | 40      | 6              |
| John Millman      | 44      | 7              |
| Miomir Kecmanović | 47      | 8              |
| Laslo Djere       | 49      | 9              |

- Ranking del 12 de abril de 2021.[4]

### Dobles masculino
| Tenistas                         | Ranking | Preclasificado |
| Nikola Mektić Mate Pavić         | 5       | 1              |
| Austin Krajicek Oliver Marach    | 71      | 2              |
| Raven Klaasen Ben McLachlan      | 71      | 3              |
| Marcelo Arévalo Matwé Middelkoop | 93      | 4              |

### Individuales femenino
| Tenista                  | Ranking | Preclasificado |
| Anastasia Pavlyuchenkova | 30      | 1              |
| Yulia Putintseva         | 34      | 2              |
| Shuai Zhang              | 41      | 3              |
| Paula Badosa             | 42      | 4              |
| Nadia Podoroska          | 44      | 5              |
| Kristina Mladenovic      | 53      | 6              |
| Rebecca Peterson         | 61      | 7              |
| Danka Kovinić            | 62      | 8              |

- Ranking del 10 de mayo de 2021.[5]

### Dobles femenino
| Tenistas                          | Ranking | Preclasificado |
| Shuko Aoyama Ena Shibahara        | 26      | 1              |
| Tímea Babos Vera Zvonareva        | 45      | 2              |
| Yifan Xu Shuai Zhang              | 47      | 3              |
| Aleksandra Krunić Nina Stojanović | 115     | 4              |

## Campeones

### Individual masculino
Matteo Berrettini venció a  Aslán Karátsev por 6-1, 3-6, 7-6(7-0)

### Individual femenino
Paula Badosa venció a  Ana Konjuh por 6-2, 2-0, ret.

### Dobles masculino
Ivan Sabanov /  Matej Sabanov vencieron a  Ariel Behar /  Gonzalo Escobar por 6-3, 7-6(7-5)

### Dobles femenino
Aleksandra Krunić /  Nina Stojanović vencieron a  Greet Minnen /  Alison Van Uytvanck por 6-0, 6-2